# Russische Assoziation proletarischer Schriftsteller

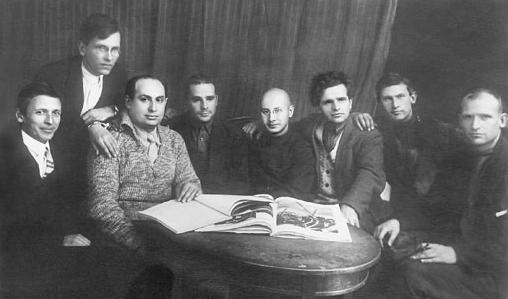
Die Leitung der RAPP Ende der 1920er Jahre (von links): Alexei Seliwanowski, Michail Lusgin, Béla Illés, Wladimir Kirschon, Leopold Awerbach, Fjodor Panfjorow, Alexander Fadejew und Iwan Makarjew.

RAPP (russisch РАПП - Российская ассоциация пролетарских писателей, wiss. Transliteration Rossijskaja associacija proletarskich pisatelej, dt.: „Russische Vereinigung proletarischer Schriftsteller“) war eine literaturpolitisch ambitionierte Fraktion im sowjetischen Literaturbetrieb zwischen 1925 und 1932. Sie verfügte über die Zeitschrift "Na postu", später "Na literaturnom postu".
Die RAPP ging Mitte der 1920er Jahre aus einer Reihe taktisch motivierter Umorganisierungen proletarischer Schriftsteller-Gruppen hervor. Unter Führung ihres Generalsekretärs Leopold Awerbach nahm die RAPP ab 1928 eine tonangebende Rolle in der sowjetischen Literaturpolitik ein. Sie war berüchtigt für ihre Kampagnen gegen Schriftsteller, die nicht dem propagierten Schema von proletarischer Literatur oder Weltanschauung entsprachen.
Im April 1932 wurde die RAPP wie auch andere Schriftstellergruppen auf Weisung des Zentralkomitees der KPdSU aufgelöst und stattdessen die Gründung eines einheitlichen Sowjetischen Schriftstellerverbandes für alle Schriftsteller der Sowjetunion angeordnet.